# Райцин Аркадій Емільович
Райцин Аркадій Емільович (нар. 6 квітня 1954 р., м. Дніпродзержинськ) — Голова Правління громадського об'єднання «Обличчя майбутнього», генеральний директор загальнонаціональної програми «Людина року», Президент громадської організації "Клуб «Людина року»".

## Батьки.
Батько — Еміль Львович (1930–1984 рр.) — протягом 1954–1984 рр. займав інженерні та керівні посади на Дніпродзержинському виробничому об'єднанні «Азот». Мати — Любов Макарівна (1930-2016 р.) — протягом 1955−1998 рр. — дитячий лікар-психоневролог, нині 

## Освіта
- Дніпродзержинський індустріальний інститут (1971–1976 рр.), інженер-механік;
- Дніпропетровський хіміко-технологічний інститут (1976–1980 рр.), інженер, хімік-технолог.

## Професійна і громадська діяльність
- 1976–1986 рр. — дніпродзержинське виробниче об'єднання «Азот» — інженер, майстер, заступник начальника цеху, начальник цеху.

- 1986–1988 рр. — виробниче об'єднання «Дніпродзержинськзалізобетон» — заступник головного інженера з розвитку.
- 1988–1991 рр. — кооператив «Натхнення» — голова кооперативу.
- 1991–1995 рр. — рекламне агентство «Ексклюзив» — директор.
- З 1995 р. — соціально-громадський фонд «Дзвони майбутнього» — голова Правління.
- З 2003 р. — громадське об'єднання «Обличчя Майбутнього» — голова Правління.

За період з 1988 р. по 1992 р. організував і провів наступні заходи:
- Конкурс краси «Фантазії краси» — грудень 1988 р. м. Дніпродзержинськ (за участі Володимира Балкашинова — режисер-постановник, Леоніда Якубовича, Тетяни Веденеєвої, Юрія Гримова, Олександра Каневського, Павла Дементьєва);
- «Фестиваль моди» — квітень 1989 р., м. Дніпродзержинськ (за участю Московского, Ленінградського та Київського будинків моди);
- Конкурс краси «Міс ідеал» — грудень 1989 р., м. Дніпродзержинськ (за участю Юрія Гримова — режисер-постановник, Тетяни Судець, Григорія Баскіна, сестер Базикіних, Маргарити Чернової, Володимира Ленського);
- Всесоюзний благодійний фестиваль «Мистецтво — милосердю» — травень 1990 р., м. Дніпродзержинськ;
- Універсальна виставка «Арт-Бизнес-контакт» — травень 1991 р., м. Дніпродзержинськ (перша універсальна виставка вітчизняних товаровиробників у Дніпропетровському регіоні);
- Міжнародна виставка «Січуань — Україна» — жовтень 1992 р., м. Дніпродзержинськ;

З 1980 р. по 1990 р. — позаштатний кореспондент Дніпродзержинської місцевої газети «Дзержинець».
Автор ідеї і співавтор концепції реалізації загальнонаціональної програми «Людина року». Співавтор и генеральний продюсер телевізійного циклу «Людина року. Історія успіху» (ефір — телеканалу «СТБ»).

## Нагороди
- Нагороджений Почесною грамотою Кабінету Міністрів України та пам'ятним знаком за вагомий особистий внесок у розвиток культури і мистецтва, високий професіоналізм (Постанова Кабінету Міністрів України від 17.11.2001 р. № 1507).
- У 2004 р. нагороджений Почесною грамотою Міністерства культури і мистецтв України за вагомий особистий внесок у створення духовних цінностей та високу професійну майстерність.

## Родина
Діти:
Донька Юліанна (1981 р.) — випускниця Інституту журналістики Київського державного університету ім. Т.Шевченка, спеціалізація «Телевізійна журналістика». Працює в телевізійній продакшн компанії «Friends Production».
Донька Ліза (1994 р.) — студентка Київського національного торговельно-економічного університету за спеціальністю «Міжнародна економіка».

## Захоплення
Захоплення: популярна музика, кіно, фотографія, живопис, подорожі, футбол, хокей, телебачення.